# Коновалов Олександр Володимирович
Олександр Володимирович Коновалов (рос. Александр Владимирович Коновалов; нар. 9 червня 1968, Ленінград, РСФСР) — російський юрист, політик. Представник президента РФ в Конституційному суді РФ з 31 січня 2020 року.
Міністр юстиції РФ (з 12 травня 2008 по 15 січня 2020 року). Старший радник юстиції.

## Життєпис
Закінчив Санкт-Петербурзький університет, спеціальність «Правознавство» (1992). Кандидат юридичних наук (1999).
- З 1986 по 1988 — служба в радянської армії.
- З 1988 по 1992 — студент денного відділення юридичного факультету Санкт-Петербурзького державного університету.
- 1992 — помічник прокурора Виборзького району Санкт-Петербурга.
- З 1992 по 1994 — слідчий прокуратури Виборзького району Санкт-Петербурга.
- З 1994 по 1997 — прокурор відділу з нагляду за виконанням законів про федеральну безпеку прокуратури Санкт-Петербурга.
- З 1997 по 1998 — заступник прокурора Московського району Санкт-Петербурга.
- З 1998 по 2001 — прокурор Московського району Санкт-Петербурга.
- З 2001 по 2005 — заступник прокурора Санкт-Петербурга.
- 2005 — прокурор Башкирії.
- З 2005 по 2008 рік — представник президента РФ у Приволзькому федеральному окрузі.
- З 12 травня 2008 по 15 січня 2020 року — Міністр юстиції РФ.